# 용안초등학교
용안초등학교는 대한민국 전북특별자치도 익산시 용안면 교동리에 있는 공립 초등학교이다.

## 학교 연혁
- 1907년 5월 1일 사립용안보통학교 인가
- 1912년 5월 1일 용안공립보통학교 개교(설립인가 4월 1일)
- 1938년 4월 1일 용안공립심상소학교로 개칭[1]
- 1941년 4월 1일 용안공립국민학교로 개칭[2]
- 1996년 3월 1일 용안초등학교로 개칭[3]
- 2012년 11월 3일 개교 100주년 기념행사
- 2018년 9월 1일 제28대 고삼순 교장 부임
- 2020년 2월 11일 제107회 졸업식(졸업생 총 8,183명)
- 2020년 3월 1일 6학급 편성

## 학교 상징
- 교화(校花) - 철쭉 : 뜨거운 정열을 간직한 철쭉처럼 예쁘고 아름답게 우리의 꿈을 간직하라
- 교목(校木) - 소나무 : 푸르고 변함없는 기상을 이어받아 용안의 변함없는 전통을 널리 이어가라
- 교조(校鳥) - 백로 : 맑고 눈부신 자태를 닮아 밝은 미래를 향해 나아가라

## 참고 자료
- 용안초등학교 - 한국교육학술정보원 학교알리미